# Baronen lever högt
Baronen lever högt (franska: Le baron de l'écluse) är en fransk-italiensk komedifilm från 1960 i regi av Jean Delannoy.
Filmen bygger på Georges Simenons roman Le baron de l'écluse.

## Rollista i urval
- Jean Gabin - baron Antoine
- Micheline Presle - Perle
- Jean Desailly - Maurice Maubernon
- Jacques Castelot - Markis de Villamayor
- Blanchette Brunoy - Maria
- Jean Constantin - prins Saddokan
- Aimée Mortimer - Gaby Bonnetang
- Louis Seigner - Leon Duval
- Robert Dalban - chefspilot Wuillaume
- Jean-Pierre Jaubert - Paulo
- Alexandre Rignault - slussvakten